# Arcidiecéze Harare
Arcidiecéze Harare či hararská arcidiecéze (lat. Archidioecesis Hararensis) je metropolitní biskupský stolec katolické církve v Zimbabwe. V roce 2019 zde bylo pokřtěno 640 170 lidí z celkového počtu 3 569 900 obyvatel. Řídí ji arcibiskup Robert Christopher Ndlovu.

## Území
Arcidiecéze zahrnuje civilní okresy Mazowe, Bindura, Shamva, Murewa, Rushinga (jižně od řeky Mazowe), Mudzi, Mutoko, Kadoma, Chegutu, Harare, Goromonzi, Seke, Marondera, Charter, Wedza a Buhera v Zimbabwe.
Arcibiskupským městem je Harare, kde se nachází katedrála Nejsvětějšího srdce Páně.
Území je rozděleno na 57 farností.

## Historie
Misie sui iuris Zambezi byla založena 2. července 1879 a její území bylo převzato z apoštolského vikariátu Natal (nyní arcidiecéze Durban). Evangelizační práce byla svěřena misionářům Tovaryšstva Ježíšova.
Dne 9. března 1915 byla dekretem Plenariis in comitiis Propaganda Fide misie sui iuris povýšena na apoštolskou prefekturu.
Dne 14. července 1927 postoupila část svého území pro vytvoření apoštolské prefektury Broken Hill (nyní arcidiecéze Lusaka) a zároveň změnila svůj název na apoštolskou prefekturu Salisbury.
Dne 4. ledna 1931 postoupila další část svého území pro vybudování misie sui iuris v Bulawayo (nyní arcidiecéze).
Dne 3. března téhož roku byla apoštolská prefektura povýšena na apoštolský vikariát brevem papeže Pia XI. Compertum habemus.
Dne 2. února 1953 postoupila další část svého území pro vytvoření apoštolské prefektury Umtali (nyní diecéze Mutare) a 29. června téhož roku postoupila další část svého území pro vytvoření apoštolské prefektury Wankie (nyní diecéze Hwange).
1. ledna 1955 byla bulou Quod Christus papeže Pia XII. opět povýšena na metropolitní arcidiecézi.
Dne 17. prosince 1973 postoupila další část svého území ve prospěch vytvoření apoštolské prefektury Sinoia (nyní diecéze Chinhoyi).
Dne 25. června 1982 převzala svůj současný název.

## Chronologie biskupů
Vynechávají se období uprázdněného místa nepřesahující dva roky nebo období, která nebyla historicky prokázána.
- Henri Joseph Depelchin, S.I. † (2. července 1879 – duben 1883 propuštěn)
- Alfred Weld, S.I. † (1883 – 1887 odstoupil)
- Alphonse Daignault, S.I. † (1887 – 1891 odstoupil)
- Henry Schomberg Kerr, S.I. † (1891 – 18. srpna 1895 zemřel)
- Richard Sykes, S.I. † (1896 – 1904, odstoupil)
- Ignác Gartlan, S.I. † (1904 – 1911 odstoupil)
- Edward Parry, S.I. † (1911 – 1915 odstoupil)
- Richard Sykes, S.I. † (9. března 1915 – prosinec 1919 zemřel) (podruhé)
- Edward Parry, S.I. † (leden 1920 - květen 1922 zemřel) (podruhé)
- Robert Brown, S.I. † (1922 – 1931 zemřel)
- Aston Chichester, S.I. † (24. února 1931 – 23. listopadu 1956 odstoupil[p 1])
- Francis William Markall, S.I. † (23. listopadu 1956 nástupce – 31. května 1976 odstoupil)
- Patrick Fani Chakaipa † (31. května 1976 – 8. dubna 2003 zemřel)
- Robert Christopher Ndlovu, od 10. června 2004

## Statistiky
V roce 2019 bylo v arcidiecézi pokřtěno 640 170 osob z celkového počtu 3 569 900 obyvatel, což představuje 17,9 %.
| rok  | populace | populace  | populace | kněží  | kněží    | kněží   | kněží      | trvalí jáhnové | řeholníci | řeholníci | farnosti |
| rok  | pokřtění | celkem    | %        | celkem | diecézní | řeholní | počet křtů | trvalí jáhnové | muži      | ženy      | farnosti |
| ---- | -------- | --------- | -------- | ------ | -------- | ------- | ---------- | -------------- | --------- | --------- | -------- |
| 1950 | 44.279   | 1.023.567 | 4,3      | 82     | 2        | 80      | 539        |                | 27        | 308       |          |
| 1970 | 176.242  | 2.085.910 | 8,4      | 158    | 21       | 137     | 1.115      |                | 188       | 482       | 23       |
| 1980 | 209.187  | 2.197.844 | 9,5      | 119    | 28       | 91      | 1.757      |                | 133       | 467       | 9        |
| 1990 | 254.835  | 3.211.334 | 7,9      | 111    | 34       | 77      | 2.295      |                | 108       | 423       | 3        |
| 1999 | 363.027  | 4.392.568 | 8,3      | 154    | 42       | 112     | 2.357      |                | 241       | 397       | 3        |
| 2000 | 400.586  | 4.515.578 | 8,9      | 151    | 41       | 110     | 2.652      |                | 253       | 411       | 3        |
| 2001 | 452.468  | 4.642.014 | 9,7      | 132    | 36       | 96      | 3.427      |                | 215       | 395       | 3        |
| 2002 | 369.771  | 4.443.427 | 8,3      | 133    | 37       | 96      | 2.780      |                | 233       | 273       | 41       |
| 2003 | 379.291  | 4.771.838 | 7,9      | 129    | 39       | 90      | 2.940      |                | 223       | 351       | 43       |
| 2004 | 483.293  | 4.866.000 | 9,9      | 124    | 38       | 86      | 3.897      |                | 295       | 350       | 43       |
| 2006 | 499.810  | 4.936.000 | 10,1     | 134    | 36       | 98      | 3.729      |                | 272       | 365       | 43       |
| 2007 | 512.215  | 4.960.440 | 10,3     | 138    | 38       | 100     | 3.711      | 1              | 318       | 373       | 43       |
| 2013 | 565.000  | 5.544.000 | 10,2     | 163    | 59       | 104     | 3.466      |                | 294       | 302       | 54       |
| 2016 | 601.000  | 3.351.465 | 17,9     | 168    | 53       | 115     | 3.577      |                | 305       | 290       | 56       |
| 2019 | 640.170  | 3.569.900 | 17,9     | 166    | 56       | 110     | 3.856      |                | 287       | 254       | 57       |